# Pekiński Ogród Botaniczny
Pekiński Ogród Botaniczny (chiń. trad. 北京植物園, chiń. upr. 北京植物园, pinyin Běijīng Zhíwùyuán) – ogród botaniczny znajdujący się około 15 kilometrów na północny zachód od centrum Pekinu, w Chińskiej Republice Ludowej.
Obejmujący obszar 400 hektarów ogród otwarto w 1955 roku. Początkowo rozwijał się dynamicznie, ale podupadł w okresie rewolucji kulturalnej. Do projektu powrócono w latach 80. XX wieku, a najważniejszym bodźcem rozwojowym ogrodu była Olimpiada w 2008. Położony jest u podnóża zachodniego krańca Pachnących Wzgórz, niedaleko parku Xiangshan. 
Na obszarze parku znajduje się jezioro, arboretum i 11 parków tematycznych: m.in. ogród piwonii, ogród brzoskwiniowy, ogród różany i ogród bambusowy. Na terenie całego ogrodu rośnie w sumie ponad 1 500 000 roślin z 10 000 różnych gatunków.
Głównym obiektem ogrodu jest wzniesiona w 1999 roku szklarnia o powierzchni 6 500 m², będąca największym tego typu obiektem w Azji. Wewnątrz niej znajduje się 13 tematycznych sal z roślinami z różnych regionów świata. Obok szklarni wznosi się zajmująca obszar 11 000 m² stacja badawcza z laboratoriami i czytelnią.
Na obszarze ogrodu znajduje się także kilka obiektów historycznych, m.in. pawilon pamięci Cao Xueqina, grobowiec Liang Qichao czy Świątynia Śpiącego Buddy. Pochodząca z czasów dynastii Tang świątynia położona jest w północnej części parku. Składa się z czterech pawilonów przedzielonych dziedzińcami, a jej główną atrakcją jest ważąca 54 tony figura leżącego Buddy. Obok świątyni znajduje się hotel z restauracją i basenem. 
Ogród odwiedza co roku około 1,4 mln osób.